# Asa voadora
Asa voadora - é uma aeronave de asa fixa sem fuselagem definida, com o aspecto semelhante a de um bumerangue. Tripulação, equipamento e carga ficam alojados no interior de sua estrutura.
A asa voadora pode ter várias pequenas protuberâncias como naceles e "bolhas," também profundores e material rodante. Algumas aeronaves não tem fuselagem mas possuem estabilizadores horizontais separados. Normalmente estas aeronaves são classificadas como asas voadoras, não o sendo de fato. Um exemplo é o Northrop X216H.
Teoricamente, a asa voadora é a configuração de aeronave mais eficiente do ponto de vista da aerodinâmica e peso estrutural. Argumenta-se que a ausência de determinados componentes presentes em outras aeronaves deve, naturalmente, proporcionar estes benefícios. Porém, na prática, para o voo a asa deve garantir estabilidade e controle, o que impõe restrições adicionais sobre o projeto destas aeronaves. Portanto, a esperada redução no peso e no arrasto pode ser parcial ou totalmente ausente devido a características do projeto necessárias para assegurar estabilidade e controle.

## História
Aviões sem cauda foram experimentados desde as primeiras tentativas de voar feitas pelo ser humano.  Mas só foi possível eliminar fuselagem após o fim da I Guerra Mundial o que criou a oportunidade para construir uma asa voadora real. Hugo Junkers patenteou um conceito de transporte aéreo de asa única em 1910. Ele viu nisso uma solução para o problema da construção de um avião grande o suficiente para transportar um número razoável de passageiros mais combustível o suficiente para cruzar o Atlântico em serviço regular. Acreditava que o volume interno potencialmente grande e o pequeno arrasto fariam da asa voadora uma boa opção para esta função. Em 1919 ele iniciou o trabalho no design de seu "Gigante" JG1, destinado a passageiros, mas dois anos mais tarde, a Comissão aliada de controle aeronáutico ordenou que o JG1 incompleto fosse desmontado por exceder os limites de tamanho para os aviões alemães imposto pelos aliados no pós-guerra. Junkers concebeu asas voadoras futurista para até 1000 passageiros, mas o mais próximo disso veio com a criação em 1931 do Junkers G 38 com uma grande espessura da asa, proporcionando espaço para o combustível, motores e duas cabines de passageiros.
No entanto, ainda era necessária uma fuselagem curta que terminava numa cauda dupla, para tripulação e passageiros adicionais.
A configuração de asa voadora foi amplamente estudada nas décadas de 30 e 40, nomeadamente por Jack Northrop e L. Cheston Eshelman nos EUA, e Alexander Lippisch e os irmãos Horten na Alemanha.
Primeiros exemplos reais de asas voadoras:
- O francês Charles Fauvel projetou o planador AV3, [carece de fontes?] voou com sucesso em 1933.[4]
- O planador alemão Horten H1 voou com sucesso parcial em 1933, e o subsequente H2 voou com sucesso em ambas as variantes de planador e motorizado.[5]
- O planador norte-americano Freel Flying Wing de 1937.
- O norte-americano Northrop N-1M de 1940.
- Os planador experimental britânico Armstrong Whitworth A.W.52 de 1944[6] e mais tarde o Armstrong Whitworth AW52 com motor a jato.[7]
- O alemão Horten Ho 229 de 1945. A primeira asa voadora bimotora a jato do mundo.

Vários projetos militares alemães foram baseados no conceito da asa voadora (ou variações dela) como uma solução para aumentar o curto alcance dos motores a jato. O mais famoso destes foi o caça Horten Ho 229. Este avião, que voou primeiro em 1944, combinou o design da asa voadora, ou Nurflügel, com motores a jato. O protótipo sobrevivente permanece em um armazém no Smithsonian Institution aguardando restauração.
Após a guerra, uma série de projetos experimentais foram baseadas neste conceito, mas as dificuldades conhecidas permaneceram insolúveis. Algum interesse continuou até o início dos anos 50, quando o conceito foi proposto como uma solução de projeto para bombardeiros de longo alcance. Essa tendência culminou com a Northrop YB-35 e YB-49, que não entraram em produção. Esses projetos não ofereciam necessariamente  uma grande vantagem naquele momento e apresentaram uma série de problemas técnicos, levando à adoção de soluções "convencionais" como o Convair B-36 e B-52 Stratofortress.
O interesse nas asas voadoras ressurgiu nos anos 80 devido a sua baixa reflexão de ondas de radar. A tecnologia dos aviões Stealth, baseia-se em formas que refletem as ondas de radar apenas em determinadas direções, tornando difícil de detectar as aeronaves a menos que o receptor do radar esteja em uma posição específica em relação ao dos aviões (posição que muda continuamente à medida que a aeronave desloca-se). Eventualmente, esta abordagem levou ao bombardeiro B-2. Neste caso, as vantagens aerodinâmicas da asa voadora não são as prioridades. No entanto, um moderno sistema de controle por computador fly-by-wire permitiu que muitos dos inconvenientes aerodinâmicos da asa voadora fossem minimizados, fazendo dele um bombardeiro de longo alcance estável e eficiente.
A asa voadora é mais prática para baixas e médias velocidades, e existe interesse em usá-la para transporte aéreo táctico. A Boeing continua a trabalhar em projetos de aeronaves com fuselagem integrada com dimensões semelhantes a do Lockheed C-130 Hercules mas com aproximadamente 1/3 a mais de cacidade de carga. Companhias, incluindo a Boeing, McDonnell Douglas (já extinta) e De Havilland fazem trabalhos consideráveis nesta área, mas até agora nenhum deles entrou em produção.

## Projeto

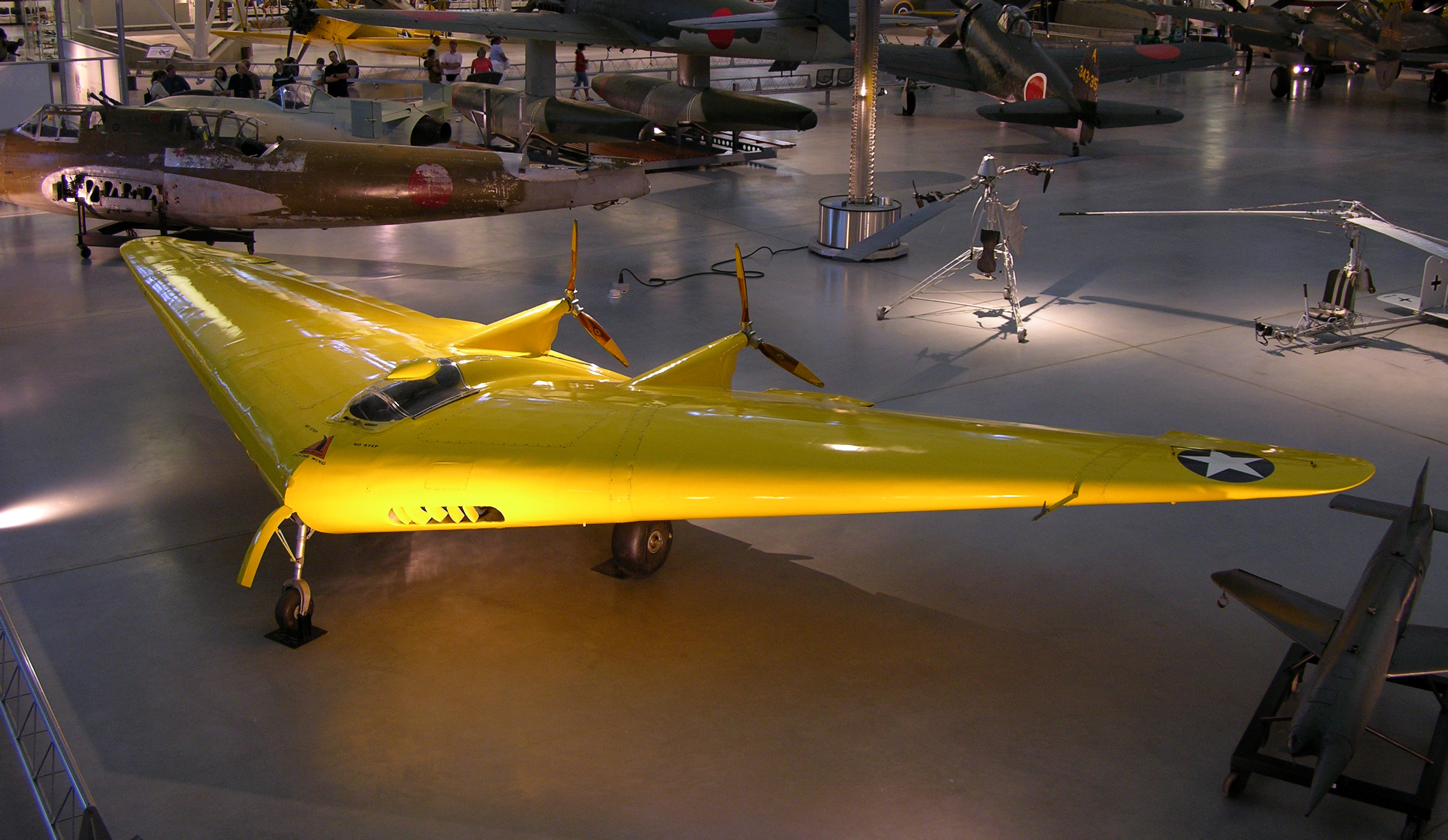
Northrop N-1M no National Air and Space Museum (EUA).

A asa voadora é teoricamente a configuração de aeronave de asa fixa de maior eficiência aerodinâmica. Oferece alta eficiência estrutural, resultando em menor peso e economia de combustível.
Por não ter superfícies estabilizadoras convencionais ou as superfícies de controle associadas, a asa voadora sofre as desvantagens inerentes de ser instável e de difícil controle. Estes problemas são de difícil solução, e os esforços para fazê-lo podem reduzir ou mesmo anular os benefícios esperados, como a redução do peso e arrasto. Além disso, as soluções podem produzir um projeto final que ainda é muito inseguro para determinados usos, como a aviação comercial.
Outras dificuldades surgem para acomodar o piloto, motores, equipamentos de voo e carga toda dentro da asa. Uma asa que construída com tamanho suficiente para conter todos esses elementos terá um aumento da área frontal, quando comparada com uma asa e fuselagem convencional, o que resulta em maior arrasto e, portanto, velocidade mais lenta do que um projeto convencional. Tipicamente, a solução adotada neste caso é manter a asa razoavelmente fina e, em seguida, equipa-la com uma variedade superfícies de controle para suprir todas as necessidades de uma aeronave prática.
Outros problemas conhecidos com o projeto da asa voadora são relacionados com a estabilidade e controle.

### Estabilidade
Para a aeronave voar sem correção constante, deve ter estabilidade direcional na guinada.
Asas voadoras não possuem fuselagem longa, que forneça um ponto de fixação para um estabilizador eficiente, que deve ser fixado diretamente sobre a parte traseira da asa, influenciando pouco no centro aerodinâmico, o que significa que, para ser eficaz ele deve ser grande. Este estabilizador pode anular as vantagens do avião por ter grande peso e arrasto. O problema pode ser minimizado pelo aumento da inclinação da ponta da asa. Por exemplo, numa asa de baixa razão de aspecto (curta), mas a maioria das asas voadoras tem inclinação suave e, consequentemente, têm, na melhor das hipóteses, pequena estabilidade.
Na chamada "configuração pato" (canard) [carece de fontes?] as pontas das asas são voltadas para baixo agudamente, aumentando a área na parte traseira da aeronave, quando vista de lado.

### Capacidade de manobra
Na maioria dos projetos, o estabilizador está tão à frente que os lemes de controle montados sobre eles têm pouco efeito, assim, meios alternativos de controle devem ser fornecidos. A única solução prática é a resistência diferencial: a resistência perto da ponta da asa é artificialmente aumentada. Métodos típicos incluem:
- Split ailerons: A superfície superior se move para cima enquanto a superfície inferior se move para baixo, criando um efeito de freio de ar.
- Spoilers: Usado na parte superior da asa, para interromper o fluxo de ar e aumentar o atrito.  Este efeito é geralmente acompanhado por uma perda de sustentação, que deve ser compensada pelo piloto ou por características de projeto complexas.
- Spoilerons: Atua reduzindo a elevação e, portanto, a quantidade de arrasto necessária para mover eixo longitudinal da aeronave.

A consequência do método de resistência diferencial é que, com manobras frequentes, ele resultará em arrasto. Então, asas voadoras voam melhor quando cruzam correntes de ar calmas. Em caso de turbulência ou de mudanças de rota a aeronave pode ser menos eficiente do que um projeto convencional.

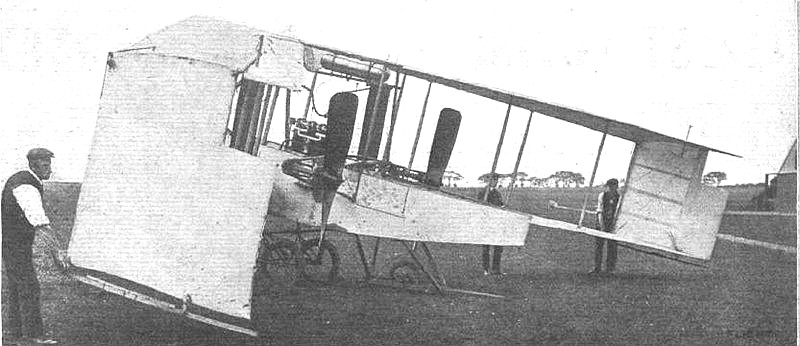
Dunne D.5 (1910)
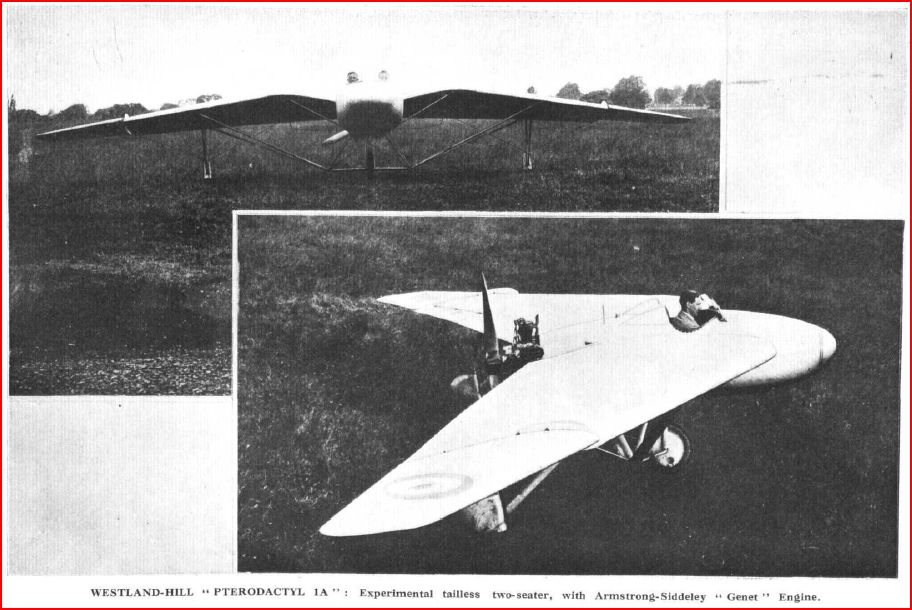
Westland-Hill Pterodactyl (1928)
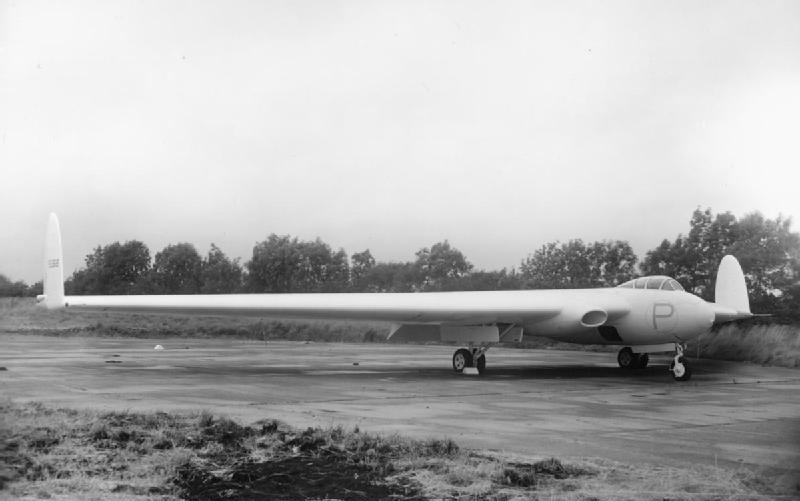
A.W.52 (1946)
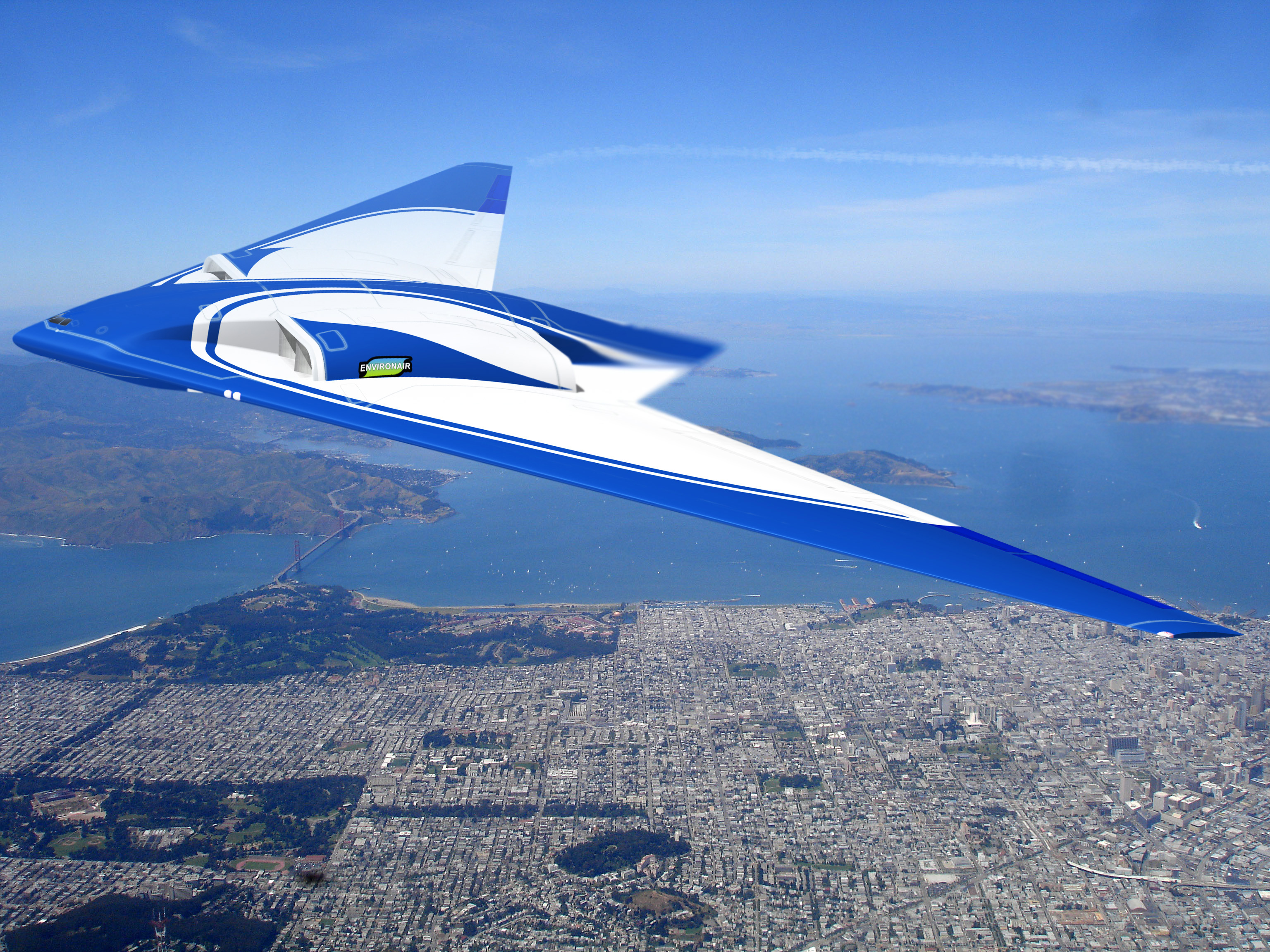
Conceito da Northrop Grumman (2011).

## Definição
Algumas aeronaves possuem fuselagem, de cauda simples ou dupla, mas não tem estabilizador horizontal. Rigorosamente, não são asas voadoras, embora sejam geralmente referidos como tal. Um exemplo é o Northrop X-216H, que tem um estabilizador montado sobre uma cauda dupla, mas é considerado como primeira  asa voadora da Northrop.
Muitas asas-delta e ultraleves não tem cauda. Como transportam o piloto e o motor (quando presente) sob a estrutura da asa, não podem ser considerados como asas voadoras.
Um avião de asas em delta e seção central alta representa um caso-limite entre a asa voadora, aeronaves com fuselagem e asa integradas e o lifting body (corpo sustentante).